# 坂東真砂子
坂東真砂子（日語：ばんどう まさこ，1958年3月20日—2014年1月27日），是日本推理小說作家。

## 生平
坂東真砂子畢業於奈良女子大學，畢業後曾到意大利學習家居設計，兩年後回國從事童話寫作。1993年，她發表《死國》而出道，翌年即憑《蟲》獲得日本恐怖小說大獎佳作。1996年是坂東真砂子豐收的一年，分別憑《櫻雨》獲得島清戀愛文學獎及憑《山妣》獲得直木獎。2002年，她又憑《曼荼羅道》獲得柴田煉三郎獎。
日本媒體2014年1月27日報導，曾獲直木獎的日本推理小說家坂東真砂子，27日上午病逝於高知縣醫院，享年55歲。